# Barbara Nichols
Pour les articles homonymes, voir Nichols.
Barbara Nichols (Barbara Marie Nickerauer) est une actrice américaine née le 10 décembre 1928 dans le Queens, New York, (États-Unis), et morte à Hollywood (Californie) le 5 octobre 1976.

## Biographie
Barabara Nichols, née à Long Island (New York), grandit en Jamaïque où elle fait partie d'une troupe de chanteurs et revient aux États-Unis à l'âge de 15 ans. Actrice de music-hall et de télévision, elle fait ses débuts au cinéma dans Immortel Amour (titre original : Miracle in the Rain) de Rudy Maté en 1956. Elle s'impose comme actrice et chanteuse à la fin des années 1950. Après 1965 elle est accaparée par la télévision pour des feuilletons de science-fiction.

## Filmographie

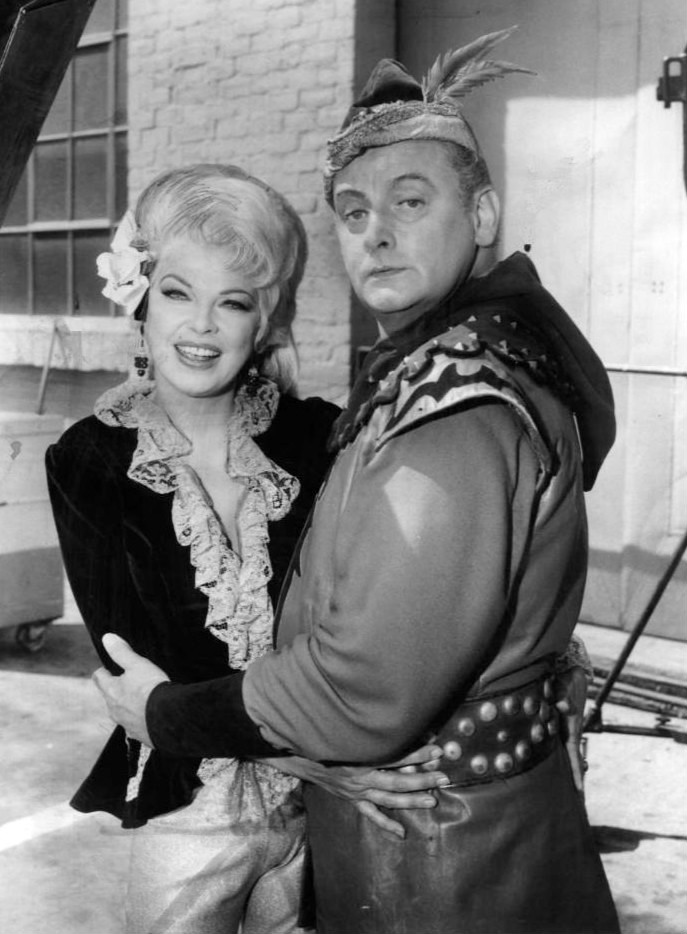
Barbara Nichols et Art Carney dans la série télévisée Batman.

- 1954 : La Rivière sans retour (River of No Return) d'Otto Preminger
- 1956 : Manfish de W. Lee Wilder
- 1956 : Immortel Amour (Miracle in the Rain) de Rudolph Maté
- 1956 : L'Invraisemblable Vérité (Beyond a Reasonable Doubt) de Fritz Lang
- 1956 : Le Roi et Quatre Reines (The King and Four Queens) de Raoul Walsh
- 1956 : La Nuit bestiale (The Wild party) de Harry Horner
- 1957 : Le Grand Chantage (Sweet Smell of Success) d'Alexander Mackendrick
- 1957 : Pique-nique en pyjama (The Pajama Game) de George Abbott et Stanley Donen
- 1957 : La Blonde ou la Rousse (Pal Joey) de George Sidney
- 1958 : 10, rue Frederick (Ten North Frederick) de Philip Dunne
- 1958 : Les Nus et les Morts (The Naked and the Dead) de Raoul Walsh
- 1959 : La Ferme des hommes brûlés (Woman Obsessed) de Henry Hathaway
- 1959 : Une espèce de garce (That Kind of Woman) de Sidney Lumet
- 1960 : Qui était donc cette dame ? (Who Was That Lady?) de George Sidney
- 1960 : Ces folles filles d'Ève (Where the Boys Are) de Henry Levin
- 1961 : Dompteur de femmes (The George Raft Story) de Joseph M. Newman
- 1964 : Dear Heart de Delbert Mann
- 1964 : Jerry chez les cinoques (The Disorderly Orderly) de Frank Tashlin
- 1965 : Les Créatures de Kolos (The Human Duplicators) de Hugo Grimaldi
- 1965 : Le Cher Disparu (The Loved One) de Tony Richardson
- 1966 : The Swinger de George Sidney
- 1966 : Les Mystères de l'Ouest (The Wild Wild West), (série TV) - Saison 1 épisode 20, La Nuit de l'Attentat (The Night of the Whirring Death), de Mark Rydell : Bessie
- 1968 : La Guerre des cerveaux (The Power) de Byron Haskin
- 1973 : Charley et l'Ange (Charley and the Angel) de Vincent McEveety
- 1974 : The Photographer de William Byron Hillman
- 1976 : Won Ton Ton, le chien qui sauva Hollywood (Won Ton Ton, the Dog Who Saved Hollywood) de Michael Winner